# Nikola Radosová
Nikola Radosová est une joueuse slovaque de volley-ball née le 3 mai 1992 à Bojnice. Elle mesure 1,87 m et joue au poste de réceptionneuse-attaquante. Elle totalise 36 sélections en équipe de Slovaquie.

## Clubs
| Club                   | De        | À         |
| ---------------------- | --------- | --------- |
| VKŽ Prievidza          | 2002-2003 | 2006-2007 |
| ŠG Nitra               | 2007-2008 | 2007-2008 |
| SVS Post Schwechat     | 2008-2009 | 2012-2013 |
| SC Potsdam             | 2013-2014 | 2014-2015 |
| BKS Stal Bielsko-Biała | 2015-2016 | 2015-2016 |
| CSM Bucureşti          | 2016-2017 | 2017-2018 |
| Dresdner SC            | 2018-2019 | 2019-2020 |
| NRK Nyíregyháza        | 2020-2021 | …         |

## Palmarès

### Équipe nationale
- Ligue européenne
  - Finaliste : 2016.

### Clubs
- Championnat d'Autriche
  - Vainqueur : 2009, 2010, 2011, 2012, 2013.
- Championnat de Roumanie
  - Vainqueur : 2018.
  - Finaliste : 2017.
- Coupe de Roumanie
  - Vainqueur : 2018.
- Supercoupe d'Allemagne
  - Finaliste : 2018.
- Coupe d'Allemagne
  - Vainqueur: 2020.